# 高野裕平
高野 裕平（たかの ゆうへい、1990年7月13日 - ）は、日本のラグビー選手。 

## プロフィール
- 神奈川県出身[1]。
- ポジションはセンター(CTB)。
- 身長 182cm、体重 87kg
- 妹の眞希もラグビー選手[2]。

## 略歴
2009年、法政第二高校卒業後、法政大学に入る。
2013年、法政大学卒業後、三菱自動車京都レッドエボリューションズに加入。1シーズンプレーした。
2014年、釜石シーウェイブスに加入。1シーズンプレーした。